# Constantin Mimi
Constantin Mimi (n. 2 februarie 1868 – d. 17 aprilie 1935) a fost un om politic basarabean și vinificator, ultimul guvernator al Basarabiei - funcție deținută până în 1918. Și-a dedicat întreaga viață dezvoltării viticulturii dezvoltând una din cele mai vestite podgorii din Basarabia care îi poartă și astăzi numele. Constantin Mimi face parte din pleiada personalităților basarabene care au marcat, prin activitatea lor, destinul Basarabiei la începutul sec. al XX-lea.
Moldova de astăzi îi datorează lui Constantin Mimi soiul de viță-de-vie Aligoté, care a fost adus din Franța și promovat cu insistență de el, ajungând în scurtă vreme foarte răspândit în aceste locuri.

## Copilăria și educația
Constantin Mimi s-a născut la 2 februarie 1868 la Chișinău în familia lui Alexandru Mimi și a Aglaidei Vacamei, ambii albanezi de origine din orașul Janina (Ioannina), fosta capitală a vilaietului (după primul război mondial Janina a fost ocupată de Grecia). A urmat studiile la Gimnaziul nr. 1 din Chișinău, obținând la încheierea învățăturii medalia de aur. Și-a continuat studiile la Facultatea de Drept a Universității din Odesa pe care a absolvit-o în anul 1896 cu o diplomă de gradul întâi. Deși i se prezicea o carieră strălucită de jurist s-a simțit atras de agricultură, dar în special de viticultură, mai ales că și-a petrecut copilăria la podgoria tătălui său. Merge la Școala Agricolă Superioară din Montpellier (Franța) unde timp de doi ani studiază metodologia cultivării viței-de-vie. Cunoștințele acumulate în timpul studiilor din Franța le-a implementat atât la moșia de la Bulboaca, cât și în toată Basarabia prin pozițiile social-politice pe care le-a deținut.

## Viața politică și socială
Activitatea social-politică a lui Constantin Mimi s-a desfășurat în trei perioade distincte: a) perioada țaristă în care și-a făcut studiile, a activat pe tărâm social, dar și în calitate de guvernator al Basarabiei; b) perioada autonomiei Basarabiei și Unirii cu România - perioadă în care s-a dedicat în mare parte moșiei sale de la Bulboaca; c) în cea de-a treia perioadă s-a manifestat ca funcționar în cadrul administrației românești centrale, activând în calitate de director în cadrul Băncii Naționale a României.
La 26 de ani și-a început activitatea profesională în cadrul Zemstvei județului Bender (zemstva era o reprezentanță a populației locale care activa ca organ al administrației locale). A deținut funcția de consilier al Zemstvei de Bender timp de șase mandate consecutive (1894-1913). În paralel a fost președinte al organului executiv al Zemstvei. Din 1913 este numit președinte al Upravei zemstvei Basarabiei. A promovat mai multe idei, în special în domeniul agriculturii. A militat, în special, pentru un nou tip de podgorie. El a pornit de la promovarea concepțiilor europene de fondare a plantațiilor și în consecință de creare a unei industrii vinicole moderne. Deși a avut o ascendență deosebită în carieră, perioada în care conduce Zemstva Basarabiei este umbrită în mare parte de Primul Război Mondial care l-a scos pe Constantin Mimi din ritmul muncii obișnuite.
Pentru reformele și schimbările aduse atât în județul Bender, cât și în toată Basarabia, dar și a calităților administrative extraordinare a fost numit în anul 1917 guvernator al Basarabiei de către guvernul provizoriu al Rusiei, format după revoluția rusă din același an. Funcția de guvernator a coincis cu evenimente care s-au desfășurat rapid în următoarele luni: autonomia Basarabiei și Unirea cu România.
După Revoluția Rusă din 1917, când popoarele năzuiau după autonomie, Rada Ucraineană și-a arătat intenția de a anexa la hotarele ei zece gubernii, inclusiv Basarabia. După o întâlnire a moldovenilor împuterniciți de la mai multe organizații, Constantin Mimi a fost delegat să aducă la cunoștința Radei refuzul Basarabiei de a se alipi Ucrainei.
| Activitate                                           | Perioadă    |
| ---------------------------------------------------- | ----------- |
| Consilier în Zemstva ținutului Bender                | 1894 - 1913 |
| Președinte al Upravei zemstvei ținutului Bender      | 1903 - 1913 |
| Președintele al Upravei zemstvei din Basarabia       | 1913 - 1917 |
| Director al Centralei Băncii Naționale din București | 1926        |

După 1918 s-a retras la moșia sa de la Bulboaca. În 1926 s-a stabilit cu traiul la București, unde s-a consacrat activității financiare, devenind director în cadrul Băncii Naționale a României, această fiind și ultima funcție politică pe care a deținut-o.

## Activitatea de vinificator

### Rolul lui Mimi în dezvoltarea viticulturii în Bender și în toată Basarabia
În 1914 Basarabia ocupa primul loc între guberniile ruse după suprafața plantațiilor de viță-de-vie și livra mai bine de jumătate din tot vinul produs în Imperiul Rus. Constantin Mimi și-a adus aportul în modernizarea viticulturii basarabene prin plantarea unor soiuri europene de viță-de-vie înalt productive și rezistente la îmbolnăviri, cum ar fi Aligoté. În 1912 județul Bender s-a clasat pe locul doi după suprafețele rezervate viței-de-vie, acest fenomen fiind rezultatul eforturilor depuse de Constantin Mimi în calitate de președinte al Upravei zemstvei județului Bender, precum și a echipei de specialiști pe care a reușit să o formeze în jurul său.
O amintire îl face pe Constantin Mimi să rămână unic în memoria Basarabiei. Într-o comunicare făcută congresului viticol din 1902, prințul Nikolai Golițin, administratorul tuturor viilor și pivnițelor imperiale, a declarat că „ar trebui să se distrugă toate podgoriile din Basarabia și să se pună porumb în loc, pentru că această gubernie nu este capabilă să producă altceva mai bun decât popușoiul”. Devenind cunoscută în Basarabia, această opinie a stârnit reacții din partea marilor producători de vinuri. Doi ani mai târziu, la concursurile de vinuri organizate în Imperiul Rus, vinurile basarabene se clasează pe locul întâi. Prințul Golițin își recunoaște greșeala și acceptă o altă realitate. Constantin Mimi îl invită pe prințul Golițin în Basarabia. Ultimul acceptă invitația, dar într-un final nu mai vizitează Basarabia.

### Vinurile lui Mimi și podgoria din Bulboaca
Cunoștințele în domeniul vinificației acumulate la Școala Agricolă Superioadă din Montpellier le-a implementat în întregime la moșiile sale din Bulboaca și Ursoaia unde deținea 992 desetine de pământ. În Bulboaca pune bazele unei vinării de succes, în 1893 fiind efectuate primele plantări de viță-de-vie. La doar 200 metri se afla stația de cale ferată, iar la 2 km șoseaua ce lega Chișinăul cu Benderul - un avantaj economic care nu poate fi ignorat. Datorită vinăriei lui Mimi, Bulboaca devine în scurt timp un centru de instruire a specialiștilor, sătenii fiind dornici de a cunoaște secretele unei tehnologii noi de creștere a strugurilor.
Pentru depozitarea vinului, Mimi a utilizat doar poloboace din lemn de stejar. Vinurile lui Mimi erau atât de solicitate încât uneori se expediau vinuri nematurate complet. Primele medalii de aur au fost câștigate la expozițiile din Chișinău în anul 1903, urmate de cele obținute la un concurs extrem de prestigios: Expoziția Internațională din Torino, Italia, unde au concurat băuturi din toată Europa.

## Moștenirea lăsată
Proprietățile lui Constantin Mimi s-au păstrat și până astăzi. Cea mai importantă moștenire lăsată este Castelul de la Bulboaca, vinăria și vila din Chișinău.

### Castelul lui Mimi
În 1900 Constantin Mimi a construit un castel în localitatea Bulboaca. Arhitectura castelului a fost preluată din practica franceză. Acest lucru se datorează faptului că Mimi a studiat viticultura și vinificația la Montpellier. Se consideră că acesta a fost primul chateau adevărat din Moldova. Construit din două etaje și beton armat, ceea ce era o noutate pe atunci, castelul a fost considerat un edificiu modern nu doar din ținutul Bender, dar în toată Basarabia. Pivnița castelului avea o capacitate de 300.000 litri de vin, păstrat în poloboace.
În anul 2011 a început renovarea clădirii care a devenit un punct de atracție pentru turiști, având o vechime de peste un secol. Aceasta a căpătat denumirea „Castel Mimi” în cinstea fondatorului său. Finalizarea lucrărilor de renovare a fost planificată pentru sfârșitul anului 2015.

### Vila din Chișinău
În 1870 la o licitație publică desfășurată de Duma orașului Chișinău, negustorul Alexandru Mimi, tatăl lui Constantin Mimi, a achiziționat terenul de la intersecția străzilor de astăzi București și S. Lazo. Aici a construit o vilă urbană cu 16 camere pentru familia sa, în stil neobaroc. Ulterior aici a locuit familia lui Constantin Mimi pe timp de iarnă.
La începutul secolului al XX-lea clădirea a fost închiriată Direcției Accize a Guberniei Basarabia. În anul 1940 era atestată drept sediu al Spitalului de Copii. Actualmente vila lui Mimi este monument de arhitectură de însemnătate națională introdusă în registrul monumentelor de istorie și cultură a mun. Chișinău. Vila lui Mimi a fost renovată în anii 2008-2009 cu susținerea Uniunii Europene în cadrul programului de vecinătate, costul renovării fiind de un milion de lei. Starea dezastruoasă în care se afla clădirea i-a convins pe realizatorii proiectului că revitalizarea centrului istoric trebuie să înceapă anume cu acest obiect.

### Vinurile lui Mimi în prezent
Din anul 2012 vinurile sunt comercializate cu denumirea „MIMI”. Vinăria se află în aceeași locație în care a fost fondată: localitatea Bulboaca. În 2015 a fost deschisă o nouă destinație turistică: Castelul Mimi.

## Legături externe
- Basarabia Necunoscută: Constantin Mimi
- Constantin Mimi: viață consacrată Basarabiei